# Station Eys-Wittem
Station Eys-Wittem (voorheen Station Eijs-Wittem) is het station van Eys (vroeger gespeld als Eijs), tegenwoordig een station van de Zuid-Limburgse Stoomtrein Maatschappij. Het station is gelegen aan de spoorlijn van Simpelveld naar Maastricht. Het station ligt aan de weg van Eys naar Wittem ter hoogte van de buurtschap Eyserhalte dat naar dit station verwijst.

## Geschiedenis

### Het eerste leven
Op 6 mei 1900 werd het station onder de naam Eijs-Wittem geopend als eerste van drie stations van het Standaardtype Eijs-Wittem in Limburg. Echter, het stationsgebouw was al sinds 1880 aanwezig. Het station was duur in gebruik en werd daarom op 15 mei 1938 gesloten. Het stationsgebouw bestaat nog altijd. Tot aan het einde van de exploitatie van de spoorlijn stopten enkele malen per jaar nog extra treinen op het station van Eijs-Wittem. Dit waren bedevaartstreinen met pelgrims op weg naar het klooster in Wittem.

### Het tweede leven
In 1995 is de spoorlijn nieuw leven ingeblazen. De ZLSM rijdt met stoomtreinen tussen Kerkrade Centrum en Valkenburg. Het stationnetje in Eys, dat inmiddels eigendom is van particulieren, is sindsdien heropend onder de nieuwe naam station Eys-Wittem. De bediening van station Eys-Wittem is beperkt tot de rijdagen van de ZLSM.